# Thomas Bscher
Thomas Bscher (ur. 2 kwietnia 1952 roku w Marburgu) – niemiecki bankier i kierowca wyścigowy. W latach 2003–2007 Prezydent Bugatti Automobili.

## Kariera
Bscher rozpoczął karierę w międzynarodowych wyścigach samochodowych w 1994 roku od startów w klasie GT2 24-godzinnego wyścigu Le Mans, którego jednak nie ukończył. W późniejszych latach Niemiec pojawiał się także w stawce Global GT Championship, FIA GT Championship, GTR Euroseries, Sports Racing World Cup oraz American Le Mans Series.